# イルラ・イミッティ

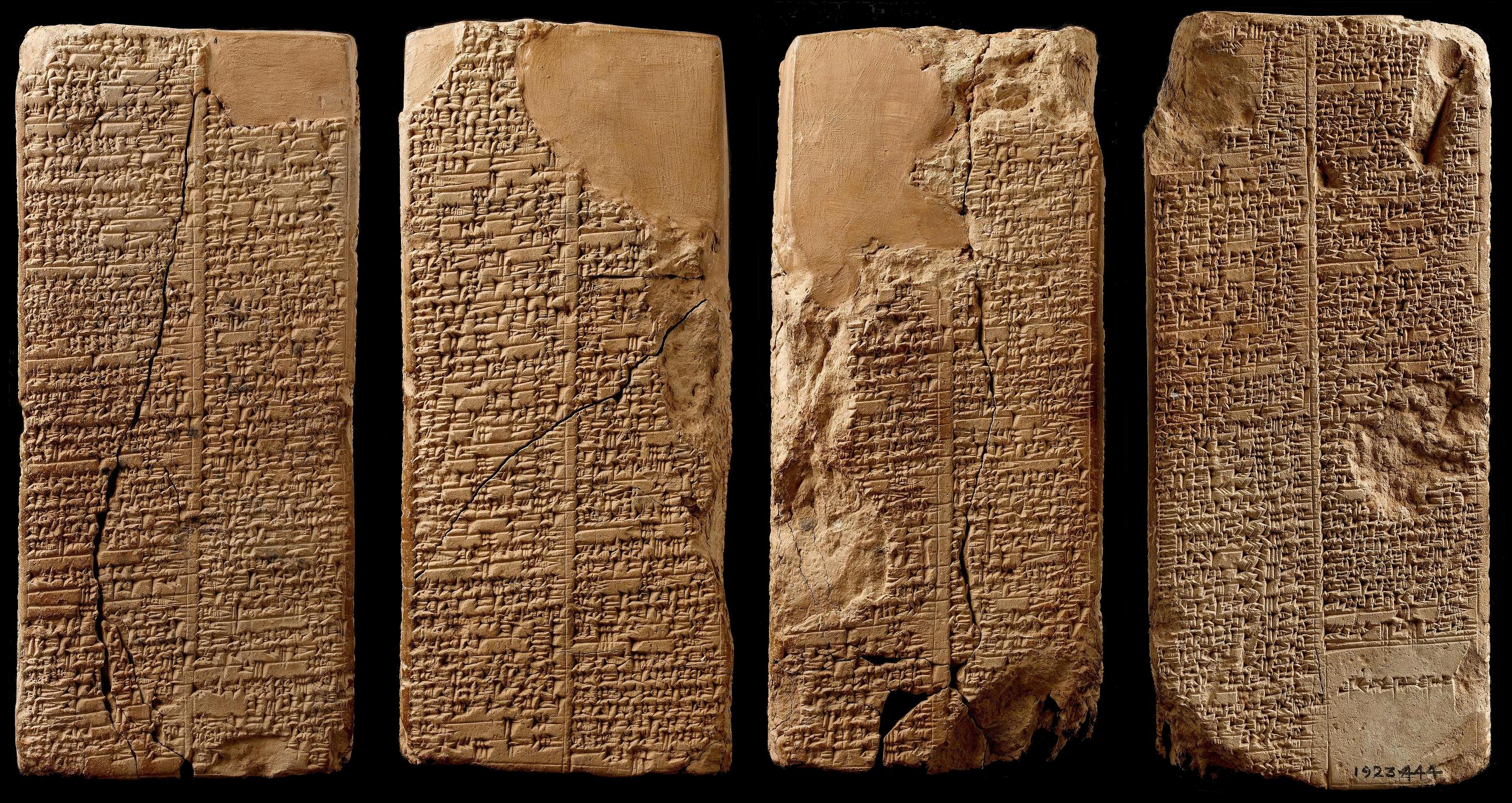
イルラ・イミッティ

イルラ・イミッティ（Irra Imitti）は、古代メソポタミア、イシン第1王朝の王。

## 略歴
彼の時代、長年に渡って敵対を続けていたラルサ王朝との間でニップル市の最終的な帰属を決める戦いがあり、イルラ・イミッティはそれに敗れてニップル市をラルサに占領された。この結果イシン第1王朝はイシン市の近辺に影響力を及ぼすに過ぎない小国となり、以後重要な役割を果たす事は無くなった。
イルラ・イミッティは記録に残る最古の身代わり王の儀式に登場する人物として知られている（詳細は身代わり王の項目を参照）。占いによって凶兆が訪れることを知ったイルラ・イミッティは、エンリル・バーニと言う男を身代わり王とし、自分は平民の姿をして凶兆を逃れようとした。しかし、イルラ・イミッティは身代わり王に王位を任せている間に熱いスープにむせて死んでしまった。その結果、エンリル・バーニが正式な王となったという。これは多分に伝説的な話であり、史実であるかどうか定かではない。